# Silvinho Esajas
Silvinho Randy Esajas (Boxtel, 8 juli 2002) is een Surinaams-Nederlands voetballer die doorgaans speelt als centrale verdediger. In januari 2025 verruilde hij ADO Den Haag voor FC Volendam. Esajas maakte in 2025 zijn debuut in het Surinaams voetbalelftal.

## Clubcarrière
Esajas speelde in de jeugd van Zeeburgia en werd in 2019 gescout door Hellas Verona. Na een jaar in Italië nam ADO Den Haag hem over en bij die club tekende hij in 2020 een contract voor drie seizoenen. Op 4 april 2021 maakte de verdediger zijn officiële debuut voor ADO. Thuis tegen FC Utrecht kwam Jonas Arweiler tot scoren namens de Haagse club, maar Gyrano Kerk, Joris van Overeem, Othman Boussaid en Adam Maher scoorden tegen: 1–4. Esajas moest van coach Ruud Brood als reservespeler aan de wedstrijd beginnen en hij viel dertien minuten voor het einde van het duel in voor Cain Seedorf. Aan het einde van het seizoen 2020/21 degradeerde ADO naar de Eerste divisie. In oktober 2022 werd de verbintenis van Esajas opengebroken en met een jaar verlengd, tot medio 2024. In het voorjaar van 2024 werd er opnieuw een jaar toegevoegd aan zijn contract.
Begin november 2024 werd Esajas door coach Darije Kalezić uit de selectie van ADO gezet vanwege 'disciplinaire redenen'. Tijdens de daaropvolgende winterstop tekende hij een contract voor drieënhalf jaar bij FC Volendam, waarvan het eerste half jaar op amateurbasis.

## Clubstatistieken
| Seizoen | Club         | Competitie     | Competitie | Competitie | Beker | Beker | Nacompetitie | Nacompetitie | Internationaal | Internationaal | Totaal | Totaal |
| Seizoen | Club         | Competitie     | Wed.       | Dlp.       | Wed.  | Dlp.  | Wed.         | Dlp.         | Wed.           | Dlp.           | Wed.   | Dlp.   |
| ------- | ------------ | -------------- | ---------- | ---------- | ----- | ----- | ------------ | ------------ | -------------- | -------------- | ------ | ------ |
| 2020/21 | ADO Den Haag | Eredivisie     | 2          | 0          | 0     | 0     | —            | —            | —              | —              | 2      | 0      |
| 2021/22 | ADO Den Haag | Eerste divisie | 1          | 0          | 0     | 0     | 1            | 0            | —              | —              | 2      | 0      |
| 2022/23 | ADO Den Haag | Eerste divisie | 24         | 2          | 3     | 0     | —            | —            | —              | —              | 27     | 2      |
| 2023/24 | ADO Den Haag | Eerste divisie | 17         | 2          | 2     | 0     | 4            | 0            | —              | —              | 23     | 2      |
| 2024/25 | ADO Den Haag | Eerste divisie | 8          | 0          | 1     | 0     | —            | —            | —              | —              | 9      | 0      |
| 2024/25 | FC Volendam  | Eerste divisie | 12         | 1          | 0     | 0     | —            | —            | —              | —              | 12     | 1      |
| Totaal  | Totaal       | Totaal         | 64         | 5          | 6     | 0     | 5            | 0            | 0              | 0              | 75     | 5      |

Bijgewerkt op 26 juni 2025.

## Interlandcarrière
Esajas werd eind augustus 2024 voor het eerst opgeroepen voor het Surinaams voetbalelftal voor interlands tegen Guyana en Guadeloupe. Tijdens deze wedstrijden kwam hij niet in actie en ook tijdens de interlandwedstrijden in oktober zat hij de gehele wedstrijd op de reservebank. Hij maakte zijn interlanddebuut op 25 maart 2025, toen met 0–1 gewonnen werd van Martinique in een kwalificatiewedstrijd voor de Gold Cup 2025 door een doelpunt van Immanuel Pherai. Esajas moest van bondscoach Stanley Menzo op de reservebank beginnen en hij viel in de tweede helft in voor Gleofilo Vlijter. Door de overwinning plaatste Suriname zich voor de Gold Cup.
| Interlands van Silvinho Esajas voor Suriname | Interlands van Silvinho Esajas voor Suriname | Interlands van Silvinho Esajas voor Suriname | Interlands van Silvinho Esajas voor Suriname | Interlands van Silvinho Esajas voor Suriname | Interlands van Silvinho Esajas voor Suriname | Interlands van Silvinho Esajas voor Suriname |
| №                                            | Datum                                        | Wedstrijd                                    | Uitslag                                      | Competitie                                   | Goals                                        |                                              |
| Als speler bij FC Volendam                   | Als speler bij FC Volendam                   | Als speler bij FC Volendam                   | Als speler bij FC Volendam                   | Als speler bij FC Volendam                   | Als speler bij FC Volendam                   | Als speler bij FC Volendam                   |
| -------------------------------------------- | -------------------------------------------- | -------------------------------------------- | -------------------------------------------- | -------------------------------------------- | -------------------------------------------- | -------------------------------------------- |
| 1                                            | 25 maart 2025                                | Martinique – Suriname                        | 0 – 1                                        | Gold Cup 2025 kwalificatie                   |                                              |                                              |

Bijgewerkt op 26 juni 2025.